# Болгария на зимних Олимпийских играх 2014
Болгария принимала участие в зимних Олимпийских играх 2014 года, которые проходили в Сочи с 7 по 23 февраля. На второй зимней Олимпиаде подряд сборная Болгарии осталась без наград.

## Состав и результаты олимпийской сборной Болгарии

### Биатлон
Основываясь на выступлениях в Кубках мира по биатлону 2012 и 2013, Болгария квалифицировала 5 мужчин и 1 женщину.
- Мужчины – 5 мест квоты (Красимир Анев, Иван Златев, Владимир Илиев, Мирослав Кенанов, Михаил Клечоров)
- Женщины – 1 место квоты (Десислава Стоянова)

Мужчины
| Соревнование         | Спортсмены                                               | Стрельба          | Время     | Место |
| -------------------- | -------------------------------------------------------- | ----------------- | --------- | ----- |
| Спринт               | Красимир Анев                                            | 3 (3 + 0)         | 26:28,0   | 49    |
| Спринт               | Владимир Илиев                                           | 4 (2 + 2)         | 26:55,9   | 60    |
| Спринт               | Михаил Клечоров                                          | 2 (1 + 1)         | 27:13,6   | 70    |
| Спринт               | Иван Златев                                              | 2 (1 + 1)         | 27:48,5   | 76    |
| Гонка преследования  | Красимир Анев                                            | 5 (0 + 1 + 3 + 1) | 38:47,6   | 48    |
| Гонка преследования  | Владимир Илиев                                           | 7 (3 + 1 + 2 + 1) | 39:44,6   | 55    |
| Индивидуальная гонка | Красимир Анев                                            | 2 (0 + 0 + 2 + 0) | 53:30,3   | 36    |
| Индивидуальная гонка | Владимир Илиев                                           | 3 (2 + 0 + 0 + 1) | 53:52,6   | 39    |
| Индивидуальная гонка | Михаил Клечоров                                          | 2 (0 + 0 + 1 + 1) | 56:41,8   | 68    |
| Индивидуальная гонка | Мирослав Кенанов                                         | 1 (0 + 0 + 1 + 0) | 58:01,1   | 75    |
| Эстафета             | Михаил Клечоров Иван Златев Владимир Илиев Красимир Анев | 2 (2 + 8)         | 1:17:38,4 | 15    |

Женщины
| Соревнование         | Спортсмены         | Стрельба          | Время   | Место |
| -------------------- | ------------------ | ----------------- | ------- | ----- |
| Спринт               | Десислава Стоянова | 2 (1 + 1)         | 23:48,1 | 61    |
| Индивидуальная гонка | Десислава Стоянова | 6 (1 + 2 + 0 + 3) | 54:41,1 | 72    |

### Горнолыжный спорт
Мужчины
| Соревнование      | Спортсмены      | Скоростной спуск/ 1 спуск | Скоростной спуск/ 1 спуск | Слалом/ 2 спуск | Слалом/ 2 спуск | Всего   | Место |
| Соревнование      | Спортсмены      | Время                     | Место                     | Время           | Место           | Всего   | Место |
| ----------------- | --------------- | ------------------------- | ------------------------- | --------------- | --------------- | ------- | ----- |
| Скоростной спуск  | Никола Чонгаров |                           |                           |                 |                 | 2:12,57 | 38    |
| Скоростной спуск  | Георги Георгиев |                           |                           |                 |                 | 2:12,49 | 36    |
| Суперкомбинация   | Никола Чонгаров | 1:58,68                   | 41                        | 53,73           | 18              | 2:52,41 | 23    |
| Суперкомбинация   | Георги Георгиев | 1:57,69                   | 38                        | DNF             | DNF             | —       | —     |
| Супергигант       | Никола Чонгаров |                           |                           |                 |                 | 1:22,59 | 39    |
| Супергигант       | Георги Георгиев |                           |                           |                 |                 | 1:22,72 | 41    |
| Гигантский слалом | Стефан Присадов | DNF                       | DNF                       | DNF             | DNF             | DNF     | DNF   |
| Слалом            | Никола Чонгаров | 51,12                     | 40                        | DNF             | DNF             | DNF     | DNF   |
| Слалом            | Георги Георгиев | DNF                       | DNF                       | DNF             | DNF             | DNF     | DNF   |
| Слалом            | Стефан Присадов | DNF                       | DNF                       | DNF             | DNF             | DNF     | DNF   |

Женщины
| Соревнование      | Спортсмены    | Скоростной спуск/ 1 спуск | Скоростной спуск/ 1 спуск | Слалом/ 2 спуск | Слалом/ 2 спуск | Всего   | Место |
| Соревнование      | Спортсмены    | Время                     | Место                     | Время           | Место           | Всего   | Место |
| ----------------- | ------------- | ------------------------- | ------------------------- | --------------- | --------------- | ------- | ----- |
| Гигантский слалом | Мария Киркова | 1:24,11                   | 37                        | 1:23,48         | 40              | 2:47,59 | 36    |
| Слалом            | Мария Киркова | 1:02,33                   | 42                        | DNF             | DNF             | —       | —     |

### Лыжные гонки
Мужчины
Дистанционные гонки
| Соревнование              | Спортсмены     | Результат      | Место          |
| ------------------------- | -------------- | -------------- | -------------- |
| 15 км классическим стилем | Веселин Цинзов | 42:06.3        | 41             |
| Скиатлон 15+15 км         | Андрей Гридин  | 1:15:44.7      | 57             |
| Скиатлон 15+15 км         | Веселин Цинзов | 1:14:12.0      | 53             |
| Масс-старт 50 км          | Андрей Гридин  | 1:51:41.7      | 41             |
| Масс-старт 50 км          | Веселин Цинзов | Не финишировал | Не финишировал |

Женщины
Дистанционные гонки
| Соревнование        | Спортсмены        | Результат       | Место           |
| ------------------- | ----------------- | --------------- | --------------- |
| Скиатлон 7,5+7,5 км | Антония Григорова | 44:27,9         | 56              |
| Масс-старт 30 км    | Антония Григорова | 1:23:05.6       | 50              |
| Масс-старт 30 км    | Теодора Малчева   | Не финишировала | Не финишировала |

### Прыжки на лыжах с трамплина
Спортсменов — 1
| Соревнование        | Спортсмен          | Квалификация | Квалификация | Финал               | Финал               | Финал               | Финал               | Финал               | Финал               |
| Соревнование        | Спортсмен          | Результат    | Место        | 1 прыжок            | 1 прыжок            | 2 прыжок            | 2 прыжок            | Всего               | Место               |
| Соревнование        | Спортсмен          | Результат    | Место        | Результат           | Место               | Результат           | Место               | Всего               | Место               |
| ------------------- | ------------------ | ------------ | ------------ | ------------------- | ------------------- | ------------------- | ------------------- | ------------------- | ------------------- |
| Нормальный трамплин | Владимир Зографски | 97.8         | 44           | Не квалифицировался | Не квалифицировался | Не квалифицировался | Не квалифицировался | Не квалифицировался | Не квалифицировался |
| Большой трамплин    | Владимир Зографски | 87.9         | 39           | 89.3                | 47                  | Не квалифицировался | Не квалифицировался | 89.3                | 47                  |

### Санный спорт
Мужчины
| Соревнование | Спортсмены      | 1 заезд   | 1 заезд | 2 заезд   | 2 заезд | 3 заезд   | 3 заезд | 4 заезд   | 4 заезд | Итоговый результат | Итоговое место |
| Соревнование | Спортсмены      | Результат | Место   | Результат | Место   | Результат | Место   | Результат | Место   | Итоговый результат | Итоговое место |
| ------------ | --------------- | --------- | ------- | --------- | ------- | --------- | ------- | --------- | ------- | ------------------ | -------------- |
| Одиночки     | Станислав Бенёв | 55,040    | 38      | 55,006    | 37      | 54,558    | 36      | 54,476    | 38      | 3:39,080           | 38             |

### Сноуборд
Спортсменов — 2
Бордеркросс
| Соревнование | Спортсменка       | Квалификация | Квалификация | Четвертьфинал | Полуфинал | Финал | Место |
| Соревнование | Спортсменка       | Результат    | Место        | Четвертьфинал | Полуфинал | Финал | Место |
| ------------ | ----------------- | ------------ | ------------ | ------------- | --------- | ----- | ----- |
| Женщины      | Александра Жекова | 1:24,29      | 11           | 2Q            | 2         | 5     | 5     |

Параллельный гигантский слалом
| Соревнование | Спортсмен      | Квалификация | Квалификация | Квалификация | Квалификация | 1/8 финала          | Четвертьфинал       | Полуфинал           | Финал               | Место               |
| Соревнование | Спортсмен      | 1 спуск      | 2 спуск      | Всего        | Место        | Соперник Результат  | Соперник Результат  | Соперник Результат  | Соперник Результат  | Место               |
| ------------ | -------------- | ------------ | ------------ | ------------ | ------------ | ------------------- | ------------------- | ------------------- | ------------------- | ------------------- |
| Мужчины      | Радослав Янков | 51,46        | 50,62        | 1:42,08      | 25           | завершил вступление | завершил вступление | завершил вступление | завершил вступление | завершил вступление |

Параллельный слалом
| Соревнование | Спортсмен      | Квалификация | Квалификация | Квалификация | Квалификация | 1/8 финала          | Четвертьфинал       | Полуфинал           | Финал               | Место               |
| Соревнование | Спортсмен      | 1 спуск      | 2 спуск      | Всего        | Место        | Соперник Результат  | Соперник Результат  | Соперник Результат  | Соперник Результат  | Место               |
| ------------ | -------------- | ------------ | ------------ | ------------ | ------------ | ------------------- | ------------------- | ------------------- | ------------------- | ------------------- |
| Мужчины      | Радослав Янков | 30,19        | 30,05        | 1:00,24      | 21           | завершил вступление | завершил вступление | завершил вступление | завершил вступление | завершил вступление |